# Прогресс МС-22
«Прогресс МС-22» — космический транспортный грузовой корабль серии «Прогресс», запуск которого состоялся 6 февраля 2023 года со стартового комплекса «Восток» (Площадка 31) космодрома «Байконур» по программе 83-й миссии снабжения Международной космической станции. Это 175-й полёт космического корабля серии «Прогресс».

## Полёт
Стыковка с модулем «Звезда» состоялась 11 февраля 2023 года, в 11:45:21 мск.
Двигателями «Прогресса МС-22» шесть раз была осуществлена коррекция орбиты МКС: 20 февраля, 8 марта, 30 апреля, 18 мая, 5 и 27 июля 2023 года. 6 и 14 марта, 6 августа двигателями «Прогресса МС-22» был проведён манёвр уклонения МКС от космического мусора.
21 августа 2023 года в 02:50:30 по московскому времени корабль отстыковался от служебного модуля «Звезда» российского сегмента станции. В 05:58:41 мск было проведено двигателя «Прогресса МС-22» на торможение для сведения с орбиты, благодаря чему корабль вошёл в атмосферу и разрушился. Несгоревшие элементы конструкции корабля упали в несудоходном районе южной части Тихого океана.

## Груз
Масса доставленного груза составила 2534 кг, включая:
- 720 кг топлива для двигателей станции,
- 420 кг питьевой воды,
- 41 кг азота,
- 1354 кг различного оборудования и материалов для станции[2].